# 28 dicembre
Il 28 dicembre è il 362º giorno del calendario gregoriano (il 363º negli anni bisestili). Mancano 3 giorni alla fine dell'anno.

## Eventi
- 418 – Bonifacio I diventa papa
- 457 – L'imperatore romano d'Oriente Leone I riconosce Maggioriano imperatore romano d'Occidente
- 1065 – Viene consacrata l'Abbazia di Westminster
- 1308 – Inizia il regno dell'imperatore Hanazono, 95º governante imperiale del Giappone
- 1478 – A Giornico nel Canton Ticino le truppe svizzere confederate sconfiggono l'esercito del duca di Milano nella battaglia di Giornico o dei Sassi Grossi, sanzionando la definitiva rinuncia dei milanesi al controllo della Val Leventina
- 1658 – Nell'ambito della seconda guerra del nord la Russia firma una tregua triennale con la Svezia (Trattato di Veliesar) e riprende le ostilità con la Polonia-Lituania
- 1830 – Osceola guida i suoi guerrieri Seminole in Florida, nella seconda guerra seminole contro l'esercito degli Stati Uniti
- 1832 – John C. Calhoun è il primo vicepresidente degli Stati Uniti d'America a dimettersi
- 1836
  - Vengono fondate Adelaide e l'Australia Meridionale
  - La Spagna riconosce l'indipendenza del Messico
- 1846 – L'Iowa viene ammesso come 29º Stato degli USA
- 1870 – A Roma si verifica un'inondazione per uno straordinario straripamento del Tevere
- 1879 – Disastro del Tay Bridge
- 1895
  - I fratelli Lumière organizzano a Parigi la prima proiezione cinematografica pubblica a pagamento, sancendo così la nascita del cinema
  - Wilhelm Röntgen annuncia la scoperta dei raggi X
- 1897 – L'opera Cyrano de Bergerac, di Edmond Rostand, debutta a Parigi
- 1908 – Calabria e Sicilia: un terremoto del 10º grado ed un seguente maremoto radono al suolo le città di Reggio Calabria e Messina causando oltre 100.000 morti. Verrà definito come uno dei due eventi sismici più catastrofici che la storia italiana ricordi
- 1941 — Campagna italiana in Russia: dopo 3 giorni di combattimenti, le truppe italiane respingono un'offensiva sovietica durante la battaglia di Natale
- 1943
  - I fratelli Cervi fatti prigionieri, vengono fucilati dai fascisti nel poligono di tiro di Reggio Emilia
  - Le prime guide italiane pronunciano la loro Promessa nelle catacombe di Priscilla a Roma, mentre in Italia lo scautismo è ancora clandestino
  - Seconda guerra mondiale: dopo 8 giorni di combattimenti casa per casa, nella battaglia di Ortona, i soldati del 1st Canadian Infantry Division sconfiggono i tedeschi del 1. Fallschirmjäger-Division conquistando così la città di Ortona
- 1946 – Mario De Cesare viene nominato commissario straordinario del Comune di Roma
- 1964 – Giuseppe Saragat diventa il quinto presidente della Repubblica Italiana con 646 voti su 963; presta giuramento il 29 dicembre
- 1973 – Aleksandr Solženicyn pubblica Arcipelago Gulag
- 1995 – CompuServe crea un precedente quando blocca l'accesso a un newsgroup a sfondo sessuale, su pressione dei magistrati tedeschi
- 1999 – Saparmyrat Nyýazow viene proclamato presidente a vita (Turkmenbashi, padre dei Turkmeni) del Turkmenistan
- 2000
  - Adrian Năstase diventa primo ministro della Romania
  - Il gigante statunitense della vendita al dettaglio Montgomery Ward annuncia la chiusura dopo 128 anni di attività
- 2005 – Viene messo in orbita il primo satellite del Sistema di posizionamento Galileo
- 2008 – Secondo giorno di bombardamenti israeliani nella Striscia di Gaza contro civili
- 2014 - Indonesia: il volo AirAsia 8501 da Surabaya a Singapore si schianta nello stretto di Karimata uccidendo tutte le 162 persone a bordo

## Nati
Ci sono circa 1 010 voci su persone nate il 28 dicembre; vedi la pagina Nati il 28 dicembre per un elenco descrittivo o la categoria Nati il 28 dicembre per un indice alfabetico.

## Morti
Ci sono circa 560 voci su persone morte il 28 dicembre; vedi la pagina Morti il 28 dicembre per un elenco descrittivo o la categoria Morti il 28 dicembre per un indice alfabetico.

## Feste e ricorrenze

### Civili
Internazionali:
- Spagna e maggior parte degli Stati dell'America Latina – El día de la inocentada (giorno degli scherzi), paragonabile al pesce d'aprile

### Religiose
Cristianesimo:
- Dodici Giorni di Natale (Cristianesimo occidentale)
- Santi Martiri innocenti
- Sant'Antonio di Lerino, monaco
- Santa Donna, una dei martiri di Nicomedia
- Santa Caterina Volpicelli, fondatrice delle Ancelle del Sacro Cuore di Santa Caterina Volpicelli
- San Gaspare del Bufalo, sacerdote
- San Teona d'Alessandria (o Teone), vescovo
- Beato Hryhoryj Chomyšyn, vescovo e martire ucraino
- Beata Mattia Nazarei (Nazzareni), badessa